# Miss Baltic Sea

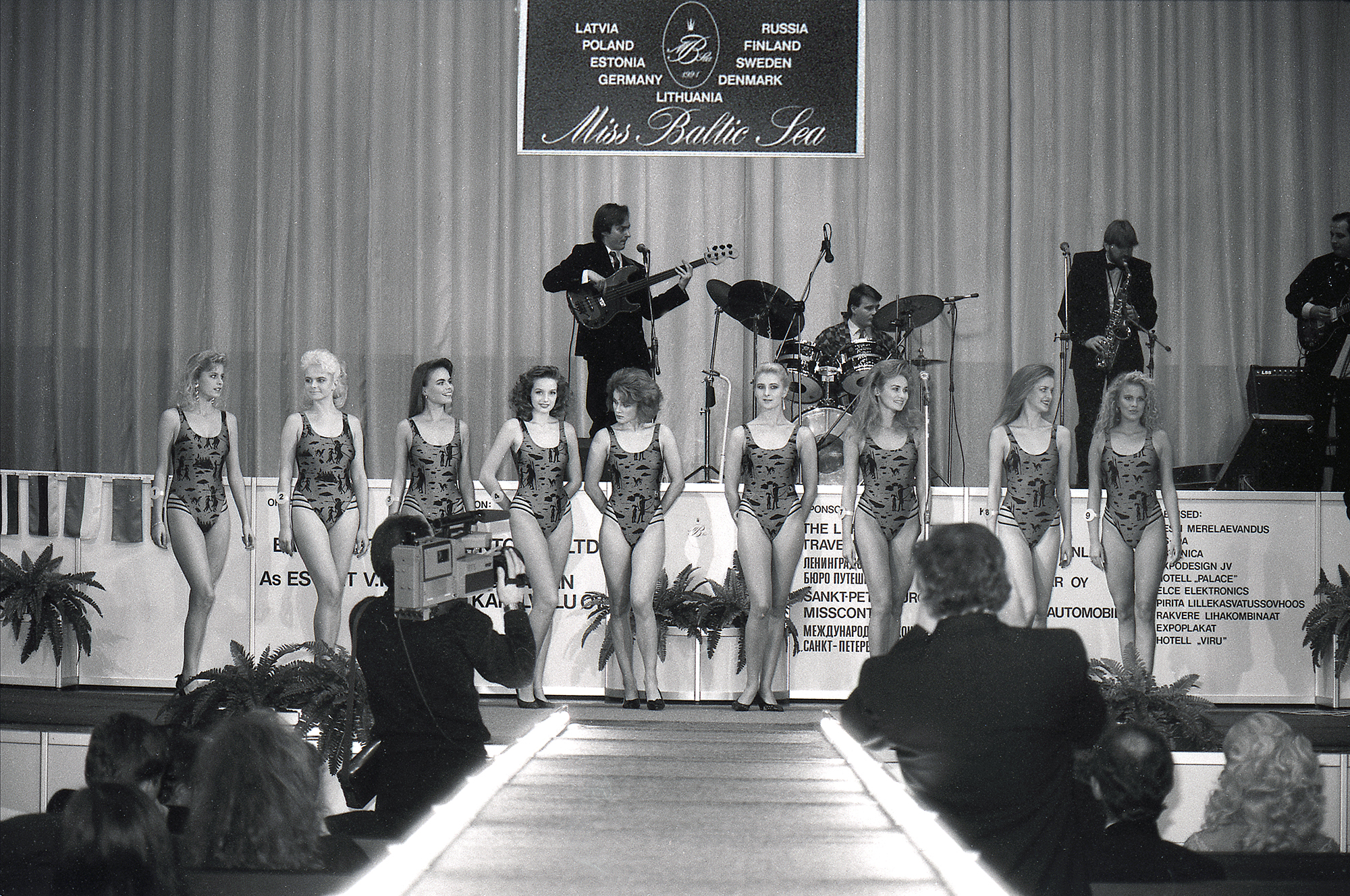
Miss Baltic Sea 1991
Foto: Jaan Künnap

Miss Baltic Sea (Miss Ostsee) war ein Schönheitswettbewerb für Teilnehmerinnen aus den Ostsee-Anliegerstaaten Dänemark, Deutschland, Estland, Finnland, Lettland, Litauen, Polen, Russland und Schweden. Er wurde 1990 ins Leben gerufen und fand stets in Finnland statt, mit einer Ausnahme: Ende 1994 wurde er in Tallinn (Estland) veranstaltet.
Der Wettbewerb wurde vom finnischen Fernsehsender MTV3 übertragen und in Kooperation mit der Agentur  Finnartist gesponsert, die auch den Miss-Scandinavia-Wettbewerb veranstaltete.
Die Austragung fand jeweils am Ende des Jahres statt, das dem (in der Tabelle angegebenen) „Amtsjahr“ vorausging.
2006 wurde Miss Baltic Sea mit Miss Scandinavia verschmolzen: Der neue Wettbewerb hieß Miss Baltic Sea and Scandinavia. Startberechtigt waren alle Länder, die schon an den Vorgänger-Wettbewerben teilnehmen durften. Auch diese Austragung fand jeweils vor dem „Amtsjahr“ statt. Nach nur zweimaliger Veranstaltung wurde dieser Wettbewerb 2009 eingestellt.

## Siegerinnen

Ostsee mit Anliegerstaaten

| Jahr | Miss Baltic Sea      | Land        |
| ---- | -------------------- | ----------- |
| 1991 | Nina Andersson       | Finnland    |
| 1992 | Liis Tappo           | Estland     |
| 1993 | Rasa Kukenytė        | Litauen     |
| 1994 | Anna Malova          | Russland    |
| 1995 | Eva Maria Laan       | Estland     |
| 1996 | Agnieszka Zych       | Polen       |
| 1997 | Nadine Schmidt       | Deutschland |
| 1998 | Karita Tuomola       | Finnland    |
| 1999 | Kadri Väljaots       | Estland     |
| 2000 | Mirosława Strojny    | Polen       |
| 2001 | Dagmar Makko         | Estland     |
| 2002 | Heidi Willman        | Finnland    |
| 2003 | Natascha Börger      | Deutschland |
| 2004 | Anna Maria Strömberg | Finnland    |
| 2005 | Mira Salo            | Finnland    |
| 2006 | Malwina Ratajczak    | Polen       |

| Jahr | Miss Baltic Sea and Scandinavia | Land   |
| ---- | ------------------------------- | ------ |
| 2007 | Dorota Gawron                   | Polen  |
| 2008 | Fanney Lára Guðmundsdóttir      | Island |